# Arjun
L'Arjun, dal nome del leggendario arciere della Baghavad Gita, è un carro armato da combattimento indiano, entrato in servizio nel 1994.

## Sviluppo
Lo sviluppo dell'Arjun è iniziato sin dal 1974 per sostituire i vecchi carri armati sovietici T-54 e T-72, ma a causa di numerosi ritardi nella progettazione si è riusciti ad avere un'impostazione definitiva del progetto solo nel 1992, mentre l'entrata in servizio è avvenuta nel 1994 in poche unità. Il problema principale si è rivelato la mancanza di un motore di produzione nazionale, e così gli indiani sono stati costretti ad utilizzare un diesel MTU tedesco. Oltre al motore, numerose altre parti del carro armato vengono acquistate all'estero, assorbendo il 58% del costo di produzione. A causa di ciò e di numerosi altri problemi, l'alto comando dell'esercito indiano ha deciso di affiancare ai 124 Arjun fino ad allora prodotti ed integrati due reggimenti di carri russi T-90
Nel 2010 il governo, dopo aver valutato positivamente dei test condotti nel deserto del Rajashtan tra i T-90 e i nuovi Arjun MKII, ha stanziato fondi per la produzione di questi ultimi nel numero di 124 unità da affiancare ai modelli già in servizio attivo.

## Tecnica
Il carro ha un peso pari a 58,8 tonnellate e l'armamento si basa su un cannone da 120mm stabilizzato che può sparare una grande varietà di munizioni, tra le quali HE,HEAT ed HESH. Il peso considerevole ha determinato però un deficit nella mobilità del carro armato nonostante la velocità di punta di 70 km/h.
La versione MkII è stata ulteriormente appesantita, portandola ad un peso di 66 tonnellate in virtù dell'introduzione di nuove piastre blindate retroattive per proteggere meglio l'equipaggio e degli aratri in acciaio montati sulla parte anteriore per far detonare eventuali mine presenti sul percorso dell'MBT. Nonostante questo, la manovrabilità è migliorata grazie all'inserimento di un nuovo sistema di trasmissione. La velocità ha subito un degrado a 60 km/h di punta massima per la mancata introduzione di un propulsore più potente.
Per migliorare le prestazioni durante il combattimento notturno, è stato introdotto nel sistema di puntamento delle armi un visore termico per l'individuazione di fonti di calore che permette una scansione completa del territorio nel raggio di 500 metri. Inoltre, il cannone da 120mm è stato modificato per permettere l'utilizzo dei missili israeliani LAHAT.
Per la difesa anti-missile è stato montato un nuovo sistema di rilevamento che, una volta intercettato il segnale di un missile in arrivo, lancia granate fumogene per depistare i sistemi di puntamento laser degli ordigni.

## Versioni
- Tank EX: prototipo dell'MBT. Montava la torretta dell'Arjun sullo chassis di un T-72M1
- Bhim: prototipo su cui è stato montato un obice da 155mm
- Arjun BLT: prototipo di Arjun modificato come veicolo getta-ponti
- MkI: prima versione prodotta nel 1992 in 124 esemplari
- MkII: seconda versione migliorata prodotta anch'essa in 124 esemplari dal 2010